# نام‌های خدا
در طول تاریخ نام‌های متعددی به خدا نسبت داده شده‌است. این نام‌ها برای وصف خدا در نزد مردم، یا برای خواندن خدا هنگام مناجات با او، به کار رفته‌اند.
این مقاله به نام‌های منسوب به خدا در تاریخ ایران، و نام‌های منسوب به خدا در منابع اسلامی می‌پردازد. برای کاربردهای دیگر، فهرست خدایان باستان، ایزدان و دیوها را ببینید.

## در تاریخ ایران باستان
| نام                | معنا                                        |
| ------------------ | ------------------------------------------- |
| دیو                | خدای اهریمنی - اهریمن - موجود شرور و بدسرشت |
| بغ (ایزد)          | درخور ستایش - ستودنی                        |
| اهورامزدا (اورمزد) | دانای بزرگ                                  |
| خُدا                | -                                           |

وجود . به مفهوم دارنده تمامی تضادها، تعادل دهنده میان هست و نیست . جاری کننده، معنا دهندهٔ هست و نیست، ایجادکننده، یگانه قدرت آفریننده، ایجادکننده کن فیکون ، 
ترجمه اسم خداوند به بیش از 180 زبان و گویش زنده و غیر زنده دنیا در پارسی باستان و پارسی زرتشتی(Ahooramazda) در مالتی(Alla) در ترکی گاگوذی(غرب دریای سیاه)(Allach) در هوسا(Allah) در سوندانزی(Allah) در جاوهای(Allah) در عربی(Allah) در آذربایجانی(Allah- tari) در ماداگاسکاری(Andriamanitra) در ارمنی باستان(Asdulaz) در آشوری(Ashoor, Asoor, Ash-hoor) در ارمنی(Astvats) در مصرقدیم(Aton) در مادی(Bag) در پارسی میانه(bag) در پارسی باستان(bageh) در سغدی(bagh) در مادی(Bagmashda) در هندي اوتارپرادشي(بغوان)(Bhagavan)در گجراتی(Bhagavana)در هندی(Bhagavana)در بوزانسکی(Bog)در اسلونیایی(Bog)در بلغاری(Bog)در بوسنی(Bog)در روسی(Bog)در صربی(Bog)در کروات(Bog)در مقدونیه(Bog-Gospo)در اسلواکی(Boh)در اکراینی(Boh)در بالروسی(Boh)در چک(Boh)در والون(Bon diu)در کرئول هائیتی(Bondye)در مغولی(Burkhan)در ویتنام(Chaa)در ایگیو(Chineke)در ویتنام(Chua)در رومی(Chu-joo-ju-juveh)در پارسی هخامنشی(Daاي dadar)در سین هالی هندی(Daevaiyana vahanasae) در بنگالی(Debata)در یونانی(deity)در آیدو(Deo)در کاتاالن(Deu)در پرتغالی(Deus)در گالیسی(Deus)در التین(Deus)در موراتی(devaru)در کاتاده ای هندی(Devara)در کاتادهی هندی(Devaru)در تلگویی(Devudu)در پارسی باستان(dey)در سانسکریت 1(Deyova)در گارالیگ(Dia)در ایرلندی(Dia)در لتونی(Dies)در لیتوانی(Dievas)در التوی(Dievs)در زیمای تیسکار(Dievs)در ایمیلین اروماگنول(Dio)در ایتالیایی(Dio)در ونتو(Dio)در ایتالیایی(Dio)در آراگونز(Dio)در اسپانیایی(Dio) در ایلوکانو(Dios)در فورالن(Dios)در میراندس(Dios)در ونیاری(Diyos)در فیلیپینی(Diyos)در بره ژونونگ(Doue)در زبان گالگو(Doue)در اسپانیایی(Dumnezeu)در نورماندی(Duv)در سیمارگ(Duw)در کرنوراک(Duw)در ولز(Duw)در اوگاندایی(Edeke)در بابلی(El-enlil)در متون بودایی(ga)در سورینامی(Gado)در باسکی(Gainkojven)در متون بودایی یدیش(gat)در متون بودایی(gha)و(ghao)در گرجی(Ghemerti-khoda)در در متون بودایی(ghoogaote)در آفریکانر(God)در انگلیسی(God) در هلند(Agor ای God)در آلمانی باستان(goda)در متون بودایی(Godaot)در آزتکی کزیکی(ometecuhpli)در یونانی(Goddesses) در ایسلندی(guo)در آفریقایی(Goj)در زولو(unkulunkulu)در نروژ(gud)در دانمارکی(Gooreh- gud)در هلندی(Got)در المانی(got)در لیتزبورگی(Gott)در سوئدی(Gud)در سوئدی(Guj)در ایسلند(Guo)در ایسلندی(Guo)در اندونزیایی(Gusti Allah)در سانسکریت 2(guto)در کره ای(Hananim)در پشتو(Khavand-sekten taala)در کردی(Khoa, yazdan, izad)در فارسی سغدی بخارایی(Khoato)در فارسی سغدی بخارایی(khoato)در اردو(Khoda, xodo)در فارسی دری وُاردو(Khoda)در فارسی سغدی بخارایی(Khodat)در زبان اکدی باستان(anum)در فارسی سغدی بخارایی(Khoday)در قزاقی(Khoday)در پشتو(Khodaye pak-sekhtentaala, khavand) در ازبکی و تاجیکی(Khodo)در جزایر ساموآ در اقیانوس آرام(taaroa)در جزایر فیجی اقیانوس آرام(Daukwaqa)در اردو(Khodo)در پارسی پهلوی(Khotay)در چین جنوبی(Laia-pa)در سومالی(Llah)در مجارستان(Lsten)در ایوگبی(Mavo)در مادی(Mazdaku)در سشوتو(Molimo)در چیچوا(Mulungu)در سواحیلی(Nabo, Ashoor)در کلدانی(Nandejava)در آوانته(Naneh-khodoy-)در سغدی باستان(khoataXsewanyak Oluran)در یوروبا(Paramesuvane)در پنجابی(Phracea)در تایوانی(Phrvacea)در تایلندی(Phvachao)در الئوسی(Phvamesvarako)در نپالی(Pveahhcheamcheasa)در خمر(کامبوج)(Sadios)در سیواتو(Shangji)در چینی ساده شده(Shen)در چینی سنتی(Siong-te)در بانالنگو(Tanri)در ترکی(استانبولی)(Tanri-tangri-tangheri)در ترکمنی(Tatitu)در آیمار آرو(Teatua-io)در مائوری زالندی(Theo-theoss)در یونانی(Tamjaloa-lzombie)در تونگایی اقیانوس آرام(theud) در تینگ ویت(Tien chua)در ماالیایی(Tuhan)در همونگ(Vagtswv)در ولوف(Yalla)در زایوری(آتچه ساحل)(Zo)در چینی تایچو(Zong-ti)در آلبانیایی(Zot)در قبطی(مصر باستان)(rae)در مادی(Baghfarna)در آرامی(elah)در آشوری(soor ایAsoor)در زبان سیک های هند(Nam)سم خدا در انجیل(Ehieh) 
نکته : در شعار ملی کشورهایی همچون ایران، عراق، عربستان، اردن، اسکاتلند،السالوادور، اکوادور، اوگاندا، آمریکا، برونئی، تونگا، دانمارک، دومینیکا، دو مینیکن، ساموآ، فیجی، فیلییپین، گرانادا، لهستان، لیختن اشتاین، مراکش، موناکو، نائورو، نیکارگوآ، وانواتو، ونزوئال از نام خدا یاد گردیده است مثل شعار ملی ایران و عراق )الله اکبر(است و یا شعار عربستان)لااله الا الله محمد رسول اهلل( و یا شعار ملی آمریکا in god we trust و یا شعار ملی کشور فیجی ) از خدا بیم بدار ( و یا شعار ملی کشور موناکو )با کمک خداوند و غیره.

## در منابع اسلامی
نام‌های خدا در اسلام و نام‌های خدا در قرآن را نیز ببینید.
| نام(عربی)          | ترجمه فارسی                   |
| ------------------ | ----------------------------- |
| الله               | الله(الله)                    |
| الرحمن             | بخشاینده(رحمت عام)            |
| الرحیم             | مهربان(رحمت خاص)              |
| الملک              | پادشاه                        |
| القدوس             | پاک و مقدس                    |
| السلام             | درود                          |
| المؤمن             | اطمینان دهنده                 |
| المهیمن            | نگهدارنده                     |
| العزیز             | شکست ناپذیر                   |
| الجبار             | توانگر                        |
| المتکبر            | دارای کبریا و بزرگی           |
| الخالق             | آفریننده                      |
| البارئ             | پدیدآورنده                    |
| المصور             | نگارگر، صورتگر                |
| الغفار             | همیشه بخشاینده                |
| القهار             | فروکاهنده                     |
| الوهاب             | نیک بخشاینده                  |
| الرزاق             | همیشه روزی دهنده              |
| الفتاح             | گشاینده (پیروزکننده)          |
| العلیم             | داناترین                      |
| القابض             | میراننده، بیرون کشنده جان‌ها   |
| الباسط             | گستراننده، فراخ‌کننده روزی     |
| الخافض             | پست‌کننده، خوارکننده           |
| الرافع             | (به سوی خود) بالا برنده       |
| المعز              | عزیزکننده                     |
| المذل              | خوارکننده                     |
| السمیع             | شنواترین                      |
| البصیر             | بیناترین                      |
| الحکم              | دادگر                         |
| العدل              | بینهایت عادل                  |
| اللطیف             | آن‌که بر بندگانش لطف دارد      |
| الخبیر             | آگاه‌ترین                      |
| الحلیم             | بسیار بردبار                  |
| العظیم             | بی‌انتها                       |
| الغفور             | بسیار بخشاینده                |
| الشکور             | بسیار سپاس‌گزار و پاداش دهنده  |
| العلی              | بلند مرتبه                    |
| الکبیر             | بزرگ‌ترین                      |
| الحفیظ             | نگهدارنده                     |
| المقیت             | خوراک دهنده                   |
| الحسیب             | شمارنده                       |
| الجلیل             | بسیار گرانقدر و پرشکوه        |
| الکریم             | بسیار بخشنده و صاحب کرامت     |
| الرقیب             | نگهبان، بیننده و آماده        |
| المجیب             | پاسخگو                        |
| الواسع             | گسترده، پهناور                |
| الحکیم             | فرزانه، بسیار خردمند          |
| الودود             | دوست                          |
| المجید             | بسیار لایق ستایش              |
| الباعث             | برانگیزنده مردگان             |
| الشهید             | گواه و شهادت دهنده            |
| الحق               | راست، درست                    |
| الوکیل             | وکیل                          |
| القوی              | نیرومند                       |
| المتین             | سخت و پاینده                  |
| الولی              | دوست، سرپرست                  |
| الحمید             | ستوده                         |
| المحصی             | شمارنده                       |
| المبدئ             | آغازگر، نخستین آفریننده       |
| المعید             | بازگرداننده، دوباره زنده‌کننده |
| المحیی             | زندگی بخش، هستی بخش           |
| الممیت             | میراننده، نابودکننده          |
| الحی               | زنده                          |
| القیوم             | قائم به ذات                   |
| الواجد             | یابنده، دارا                  |
| الماجد             | بزرگوار                       |
| الواحد             | یکتای بی‌همتا                  |
| الاحد              | یگانه                         |
| الصمد              | بی‌نیاز                        |
| القادر             | توانا                         |
| المقتدر            | تعیین‌کننده قضا و قدر          |
| المقدم             | فراپیش کشنده                  |
| المؤخر             | فراپس دارنده                  |
| الأول              | نخستین                        |
| الأخر              | واپسین                        |
| الظاهر             | آشکار                         |
| الباطن             | پنهان                         |
| الوالی             | کاردار                        |
| المتعالی           | خود ستوده                     |
| البر               | نیکوترین                      |
| التواب             | همیشه توبه پذیر               |
| المنتقم            | دادستان                       |
| العفو              | درگذرنده(آمرزنده)             |
| الرؤوف             | بسیار دلسوز و مهربان          |
| المالک             | صاحب                          |
| ذوالجلال و الاکرام | دارای شکوه و بخشش             |
| المقسط             | عادل                          |
| الجامع             | گردآورنده                     |
| الغنی              | توانگر و بی‌نیاز               |
| المغنی             | بی‌نیازکننده از غیر            |
| المانع             | بازدارنده                     |
| الضار              | آزار دهنده گناهکاران          |
| النافع             | سودمند                        |
| النور              | روشنی                         |
| الهادی             | رهنما                         |
| البدیع             | سنجش ناپذیر، ابداع خلقت       |
| الباقی             | ماندگار و تغییرناپذیر         |
| الوارث             | وارث                          |
| الرشید             | راهنما                        |
| الصبور             | شکیبا                         |

## در آفریقا
از پژوهش‌هایی که در آفریقای سیاه انجام گرفته چنین برمی‌آید که «باشندهٔ برتر» در اساطیر افریقا مفهومی کهنسال است. اگرچه به‌سبب تنوع زبان نام «باشندهٔ برتر» که ما آن را «خدا» می‌نامیم در سراسر آفریقا یکی نیست اما همهٔ این نام‌ها دارای مفهوم یگانه‌ای است. در افریقای شرقی نام خدا، «مُولُونگو»، در افریقای مرکزی «لِـزا»، در منطقهٔ حاره غربی «بُوتسوانا»، در کنگو، «نیامبِـه» و در مناطق دیگر افریقای غربی به‌نام‌های «نِگِه‌وُ»، «ماوُو»، «آمّا»، «اُلوُرون»، «چُوکووُو» و مانند این‌ها مشهور است.
مفهوم برخی از نام‌های خدای برتر، در اساطیر و روایات آفریقایی چنین است: پدر کودکان، مادربزرگ، یارِ بزرگ، اقیانوسی که افق دستار اوست، تالاب کهن همسال همه آذرخش، کمان آسمان، عنکبوت بزرگ و حشرهٔ چابک. مفهوم نام‌هائی که از قدرت خدا سخن می‌گویند عبارتست از: آفریننده، ریخته‌گر، هستی‌بخش تن و روح، سرنوشت‌ساز، باران‌ساز، هستی‌بخش آفتاب، پدیدآورندهٔ فصول، آفرینندهٔ تندر، کسی که شاهان را به تعظیم وا می‌دارد، بخشنده و گیرنده، چاره‌سازی که چون خورشید همه چیز را می‌بیند، کسی که خطا نمی‌کند... صفات خدا: بیکران، آغازین، قائم به‌ذات، حاضر و ناظر، یگانهٔ مهربان، شفیق آرامبخش، قاهر یگانه، بی‌نیاز از سپاس و بیان‌ناشدنی.

## مطالعه بیشتر
- Walter Henry Medhurst (1848). An inquiry into the proper mode of rendering the word God in translating the Sacred Scriptures into the Chinese language. Mission Press. p. 170.
- Mbiti, John S. (1990). African religions & philosophy. London: Heinemann. pp. 34–36. ISBN 0-435-89591-5.
- Edward Washburn Hopkins (1896).  Morris Jastrow, (ed.). THE RELIGIONS OF INDIA. Jr. Ginn & Co. pp. 571–572. ISBN 9781603031431.{{cite book}}:  نگهداری CS1: نقطه‌گذاری اضافه (link)
- Edward Washburn Hopkins (1918). History of Religions.
- Brichto, Herbert Chanan (1998). The names of God: poetic readings in biblical beginnings. Oxford University Press. ISBN 0-19-510965-1.
- Parrinder, Geoffrey (1975). Comparative religion. Westport, Conn: Greenwood Press. ISBN 0-8371-7301-9.
- van der Toorn, Karel (1995). Dictionary of Deities and Demons in the Bible. New York: E.J. Brill. ISBN 0-80282-491-9.